# Paco (droga)
Paco (Pasta básica de cocaína, PBC, ou ainda, em castelhano: pasta de cocaina) é uma droga altamente viciante, cuja fabricação é derivada da produção da cocaína. É feita com a sobra do refinamento da cocaína, porém é misturada com ácido e água. O paco também é conhecido como lixo da cocaína ou crack americano de segunda linha.
Paco ganhou popularidade durante e depois da crise econômica da Argentina (1999 - 2001) e espalhou-se em países vizinhos da Argentina, principalmente no Brasil, considerado pelo Departamento de Estado dos Estados Unidos da América o segundo maior consumidor mundial de cocaína. Segundo um levantamento nacional em escolas públicas e privadas o consumo argentino do paco no período de 2001 a 2005 cresceu 200 %.

## Produção
O “paco” ou “lixo da cocaína” ou “crack americano de segunda linha” é uma variante da pasta base de cocaína transformada em cigarro, que não necessita de muita infra-estrutura para ser fabricado. Seu preparo requer poucas instruções e é feito com instrumentos caseiros. A pasta é obtida através da maceração das folhas de coca, cujo percentual não ultrapassa a 10%, misturadas a desde ácidos convencionais até fibra de vidro moído (incluindo tubos de lâmpada fluorescente), com ácido bórico, lidocaína, fermento e solventes, como o querosene, a parafina, a benzina ou o éter, o que reforça o caráter de dependência rápida e, junto ao efeito intenso, apesar da curta duração de cada dose.

## Efeitos colaterais
Um dos seus elementos mais nocivos do paco é o ácido bórico, um produto branco, cristalino - já usado como substância anti-inflamatória abolida há anos na maioria dos países desenvolvidos por ser altamente corrosiva, provocando intoxicações no organismo. Segundo dados da Organização Mundial de Saúde - OMS, o ácido bórico é muito tóxico e pode provocar danos ao fígado, cérebro, músculos da face e estômago. Hoje, é usado na indústria da agricultura como fertilizante e regulador de crescimento, retardadores de chama, fibra de vidro, preservativos para madeira, metalúrgicas, cerâmicas, inibidor da corrosão e outras aplicações.
Como o paco é altamente agressivo, desde os primeiros dias, a Lidocaína é usada para disfarçar a agressividade do produto, uma vez que é anestésica. Além de todos os efeitos do crack serem mais fortes e mais rápidos no paco, ele provoca e/ou aprofunda as lesões cerebrais e pulmonares, como também infecções e coágulos no sangue. Já no começo do vício, a droga gera infecções na boca e na garganta, bem como sequelas neurológicas irreversíveis porque afeta os centros nervosos, provocando perda de reflexos, motricidade, inteligência e até memória.
Com um tempo maior de consumo, o uso do paco pode provocar infarto, pneumonia, efizema pulmonar e/ou hepatite. O tempo de vida do viciado ainda não dá para definir, mas avalia-se, pelos efeitos até então observados e os componentes utilizados, que a perspectiva é que seja menor que a dos viciados em crack.
Os efeitos psicológicos são imediatos. Ao fumar um cigarro de paco, o usuário sente desinibição, sensação de prazer e segurança, seguidas, ao acabar o efeito, imediatamente pela sensação de angústia, depressão e insegurança, o que o leva a fumar város cigarros para evitar o efeito da abstinência e voltar às sensações iniciais. Com o consumo regular, observa-se alucinações, paranóia, agressividade, chegando a ações psicóticas.

## Impacto social
O grande reflexo avesso dessa nova droga na sociedade é que o usuário de paco não consegue esconder da sua família e amigos, desde o início, o vício que já acontece nas primeiras semanas, visto a pouca duração de seu efeito, a dependência assustadora que causa, fazendo com que o usuário o fume em qualquer lugar e hora, somada à mudança imediata de comportamento. A grande surpresa é que, por não envolver tanto dinheiro, o que lhe rende o apelido de "droga dos pobres" e o material ser de fácil acesso, a fabricação é de difícil rastreio pela polícia e são as mães de família as maiores combatentes contra os traficante de drogas, ao perceberem o uso em seus maridos e filho(a)s.
Os dados na América do Sul já são assustadores. Na Colômbia, segundo dados publicados no New York Times, muitas mães têm sido assassinadas por se revoltarem contra o tráfico dessa droga. No Brasil, os primeiros focos aparecem no estado de São Paulo. Na Argentina, já atinge quase a metade do consumo de droga do país e o paco é apelidado de "assassino de crianças".
Segundo a obra Iniciação às Drogas e suas Consequências, o paco entra no mercado dos psicotrópicos causando grande impacto, custando menos da metade de um cigarro de maconha, ou seja, converteu-se na droga mais barata, apesar de ser também a mais destrutiva até então. Logo ao ser lançado no mercado, para o traficante, o paco vem preencher o vácuo de uma droga de baixo custo para ser vendida a quem tem baixa renda ou quem já perdeu tudo e, abandonado pela família, não tem quase mais dinheiro para sustentar seu vício. O viciado que já está, por assim dizer, no final do trecho, não se sente abandonado pelo seu fornecedor, não se revolta contra ele, e não o amola até morrer, o que acontece rápido. Assim, esse viciado não incomoda. Para quem não sabe, a maioria dos traficantes não são viciados, nem suas famílias. Vendem um produto que nem eles mesmos usariam.
Por causa da grande divulgação dos malefícios do uso dessa nova droga e também porque agora até alguns traficantes estão assustados com os efeitos do paco, começam a surgir variantes, misturadas ao tabaco e/ou à maconha, que, miniminizam os efeitos nocivos da droga. No Rio de Janeiro, por exemplo, o paco puro não teve aceitação, mas sua mistura chama-se craconha ou Kiss me. Não se sabe ainda se a pretensão é disfarçar o comércio do paco ou dar mais tempo de vida ao usuário, uma vez que já ficou provado que a sua capacidade do paco em viciar está muito acima dos outros psicotrópicos até então, o que tem atraído usuários de outras drogas que passam a usá-lo como droga principal ou com exclusividade.